# John MacCulloch
John MacCulloch (6 octobre 1773 - 21 août 1835) est un géologue écossais. Il est le premier géologue à être employé par le gouvernement britannique et est surtout connu pour ses textes pionniers sur la géologie et pour avoir produit les premières cartes géologiques de l'Écosse. 

## Biographie
MacCulloch, descendant des MacCullochs de Nether Ardwell à Galloway, est né à Guernesey, sa mère étant originaire de cette île. Il est né au domicile des parents de sa mère, son grand-père James étant magistrat. Le père de John, James, travaille en France comme marchand de vin et retourne en Grande-Bretagne après la Révolution française. Ayant fait preuve d'une grande intelligence, il est envoyé après avoir terminé le lycée pour étudier la médecine à l'Université d'Édimbourg. Il est inspiré par le chimiste Joseph Black et obtient son diplôme de médecin en 1793, puis entre dans l'armée comme chirurgien assistant. S'attachant à l'artillerie, il devient chimiste au bureau de l'artillerie (1803). Il continue cependant à pratiquer pendant un certain temps en tant que médecin, et pendant les années 1807-1811, il réside à Blackheath et rejoin la Geological Society of London nouvellement fondée. Il aide le chimiste des munitions Cruickshank qui enseigne à l'Académie royale militaire et lorsque Cruickshank est déclaré fou en 1804, il reprend son poste d'enseignant. Il enseigne également aux cadets à Addiscombe à partir de 1814 et utilise son manuel A Geological Classification of Rocks (1811). En 1811, il communique ses premiers articles à la Société géologique de Londres. Ils sont consacrés à une étude de la structure géologique de Guernesey, des îles anglo-normandes et d'Heligoland ,,.
Les preuves qu'ils fournissent de sa capacité et le fait qu'il a déjà reçu une nomination scientifique conduisent à sa sélection la même année pour effectuer des recherches géologiques et minéralogiques en Écosse. En 1809, il identifie le calcaire utilisable dans la fabrication de poudre à canon. Il est également consulté sur la pertinence des principales montagnes écossaises pour une répétition des expériences de pendule précédemment menées par Nevil Maskelyne et John Playfair à Schiehallion, et sur les déviations du fil à plomb le long du méridien du Trigonometrical Survey. Au cours des explorations nécessaires aux fins de ces rapports, il fait des observations approfondies sur la géologie et la minéralogie de l'Ecosse. Il forme également une collection des productions minérales et des roches de ce pays, qu'il présente à la Geological Society en 1814. Cette année-là, il est nommé géologue au Trigonometrical Survey, et en 1816–1818, il est président de la Geological Society ,.
Relativement peu avait été fait dans l'investigation de la géologie écossaise, et trouvant le domaine si plein de promesses, il s'y consacre. L'un de ses travaux les plus importants est l'examen de toute la gamme des îles le long de l'ouest de l'Ecosse, à cette époque difficilement visitables, et présentant de nombreux obstacles à un explorateur scientifique. Les résultats de cette enquête paraissent en 1819 sous la forme de sa Description des îles occidentales de l'Écosse, y compris l'île de Man (2 vol. in-8, avec un atlas de planches in-4), qui forme l'un des traités classiques sur la géologie britannique. Il semble avoir été pendant un certain temps membre du conseil d'administration du Quarterly Journal of Science, Literature and the Arts, publié à la Royal Institution of Great Britain .
Il est élu FRS en 1820. Il continue à écrire des articles, principalement sur les roches et les minéraux de l'Ecosse, et le gouvernement lui demande en 1826 de préparer une carte géologique de l'Ecosse. De cette date jusqu'au moment de sa mort, il retourne chaque été en Écosse, insérant les caractéristiques géologiques sur la carte d'Arrowsmith, la seule alors disponible pour son objectif. Il termine les travaux sur le terrain en 1832 et, en 1834, sa carte et ses mémoires sont prêts à être publiés, mais ceux-ci ne sont publiés qu'en 1836, l'année suivant sa mort.
Parmi ses autres ouvrages, on peut citer : Une classification géologique des roches avec des synopsis descriptifs des espèces et variétés, comprenant les éléments de géologie pratique (1821) ; The Highlands and Western Isles of Scotland, dans une série de lettres à Sir Walter Scott (4 vols. 1824); Un système de géologie, avec une théorie de la Terre et un examen de sa connexion avec les archives sacrées (2 vol. 1831); Preuves et illustrations des attributs de Dieu, d'après les faits et les lois de l'univers physique: étant le fondement de la religion naturelle et révélée (3 vol. 1837). Il étudie également les fièvres des marais ou les miasmes et introduit le mot «malaria» en anglais en 1827 et examine sa distribution d'un point de vue topographique . Il épouse Louisa Margaretta White d'Addiscombe et pendant sa lune de miel en Cornouailles, il tombe d'une voiture et subit de multiples fractures à la jambe droite. Sa jambe est amputée et pendant cette période il poursuit ses recherches et même guide les chirurgiens qui le soignent. Il meurt à l'hôpital quelques jours plus tard et est inhumé à Gulval .